# Alfréd Hajós
Alfréd Hajós (n. 1 februarie 1878, Budapesta, Austro-Ungaria – d. 12 noiembrie 1955, Budapesta, Republica Populară Ungară) a fost un fotbalist ce a reprezentat Ungaria, medaliat olimpic. A participat la 4 ediții ale Jocurilor Olimpice (1896, 1924, 1928, 1932) în care a câștigat două medalii de aur.